# Diego Guevara Castañeda
Diego Alejandro Guevara Castañeda (Bogotá, 16  de octubre de 1985) es ingeniero mecatrónico, doctor en economía y profesor universitario. Fue Ministro de Hacienda y Crédito Público de Colombia entre diciembre de 2024 y marzo de 2025.

## Primeros años
Nació en Bogotá. Estudió ingeniería mecatrónica en la Universidad Nacional de Colombia y realizó su maestría y Doctorado en Ciencias Económicas en la misma universidad.
En la academia ha sido docente en las Universidades Javeriana, La Sabana, Católica y Nacional. Fue investigador titular de la facultad de economía, consultor de la agencia francesa para el desarrollo en temas de macroeconomía y cambio climático.

## Colombia Humana y Gobierno Petro

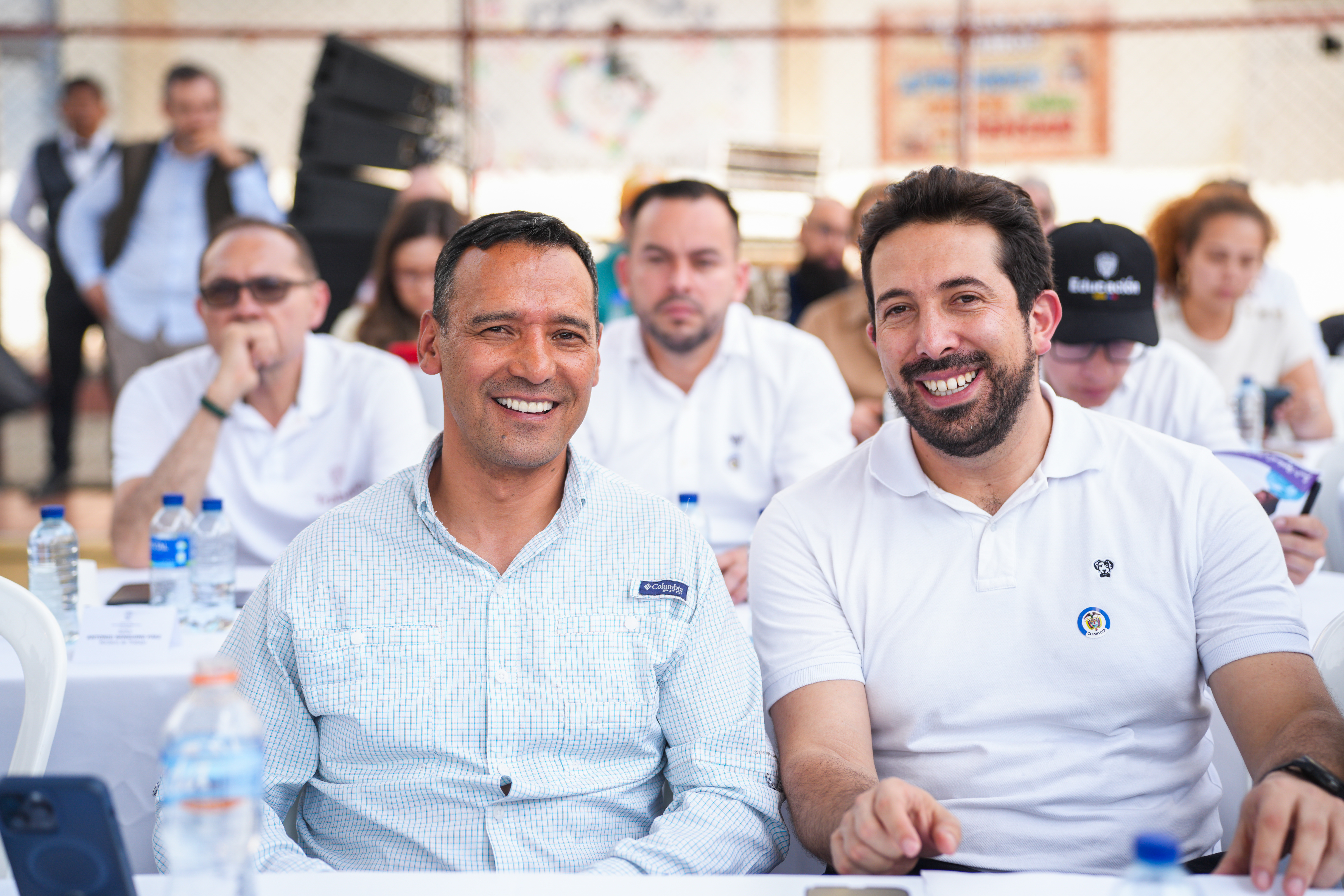
Guevara junto al ministro de defensa Pedro Sánchez Suárez en 2025

En 2018, durante la primera campaña presidencial de Gustavo Petro, colaboró en la formulación del programa económico, enfocándose en propuestas como el impuesto a la tierra y a los grandes capitales, reflejando su énfasis en la redistribución de la riqueza y el fortalecimiento del gasto público para el desarrollo económico.
Tras las elecciones de 2022, integró el equipo de empalme en temas económicos con el gobierno saliente, lo que fortaleció su rol en la administración entrante. El 9 de agosto de 2022, fue nombrado viceministro general del Ministerio de Hacienda bajo la dirección del ministro José Antonio Ocampo, consolidándose como una figura clave en la política económica del gobierno de Petro. Durante su gestión, defendió un enfoque heterodoxo de la economía, alineado con el keynesianismo y crítico de las políticas de austeridad.
El 4 de diciembre de 2024, el presidente Petro lo designó como nuevo Ministro de Hacienda tras la renuncia de Ricardo Bonilla González, oficializando su nombramiento el 29 de enero de 2025 con el reto de liderar la transformación del modelo fiscal y económico del país, enfrentando desafíos como la alta inflación y la implementación de reformas estructurales clave.  Renunció el 18 de marzo de 2025 por desacuerdos con el presidente en el manejo de las finanzas del país.

## Enlaces extrenos
- Wikimedia Commons alberga una categoría multimedia sobre Diego Guevara Castañeda.

- Datos: Q131404349
- Multimedia: Diego Guevara Castañeda / Q131404349